# Amedeo Nazzari
Amedeo Nazzari (született Amedeo Carlo Leone Buffa; Cagliari, 1907. december 10. – Róma, 1979. november 5.) olasz színész.

## Élete

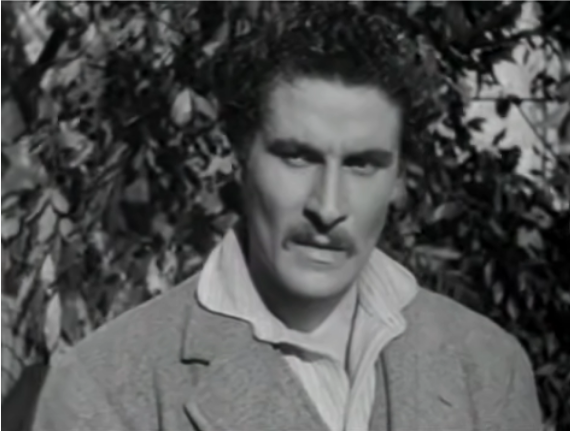
Sikerei csúcsán, 1939-ben

Amedeo felvette anyai nagyapja Nazzari családnevét, s abbahagyva mérnöki tanulmányait színészi pályafutásba kezdett Annibale Ninchi, Marta Abba, Luigi Pirandello és Tatiana Pavlova társulataival. 1935-ben a film felé fordult, és debütált a Ginevra degli Almieriben, amelyet Guido Brignone rendezett. A következő években lovassági kapitányt alakitva sikeres volt a Lovasság (1936) című melodrámában és a Luciano Serra pilóta (1938) című háborús filmben, mindkettőt Goffredo Alessandrini rendezte. Alessandro Blasetti La cena delle beffe (1938) című filmjében nyújtott alakítását Nazzari egyik legjobb színészi teljesítményének tartják. Vittorio De Sica mellett az 1930-as és 1940-es évek olasz filmművészetének egyik legelegánsabb és legnépszerűbb férfiszínésze lett. Népszerűsége a második világháború utáni első másfél évtizedben is töretlen maradt. 1949-ben Raffaello Matarazzo melodrámája, a Catene egy hosszú távú filmes együttműködés kezdetét jelentette Yvonne Sanson színésznővel. Egy csalódott filmsztárt alakított Federico Fellini Cabiria éjszakái (1956) című filmjében.
Az 1960-as évektől többnyire csak mellékszerepekben alkalmazták, de számos nemzetközi produkcióban is feltűnt, többek között Henri Verneuil A szicíliaiak klánja (1969) és Vincente Minnelli Nina – Az idő kérdése (1976) című filmjében. Ebben az időszakban a televízióban is megjelent olyan filmekben és sorozatokban, mint például Leonardo Cortese La donna di cuori (1969) című alkotása. 1978-ban mutatták be utolsó filmjét, a Melodrammorét Maurizio Constanzótól, amelyben Nazzari önmagát játssza.

## Filmográfia (válogatás)
- 1936: Lovasság (Cavalleria)
- 1938: A forradalom grófja (Il conte di Brechard)
- 1938: Luciano Serra pilóta (Luciano Serra, pilota)
- 1939: Néma tanú (La grande luce − Montevergine)
- 1940: Százezerdolláros lány (Centomila dollari)
- 1940: Az Angyalvár börtöne (Oltre l’amore)
- 1941: Caravaggio (Caravaggio, il pittore maledetto)
- 1941: Férjek (I mariti / Tempesta d’anime)
- 1942: Csodatevő szerelem (Sancta Maria)
- 1942: Gúnyvacsora (La cena delle beffe)
- 1942: Bengasi
- 1942: Fedora
- 1942: Harlem
- 1946: Il bandito
- 1947: Il cavaliere del sogno (Gaetano Donizetti)
- 1947: La figlia del capitano
- 1949: Don Juan de Serrallonga
- 1949: A silai legenda (Il lupo della Sila)
- 1949: Catene
- 1950: Barriera a Settentrione
- 1950: Alina
- 1950: Tormento
- 1950: Donne e briganti
- 1950: Il brigante Musolino
- 1950: Marmolada (Luis Trenkerrel)
- 1951: Ultimo incontro
- 1951: I figli di nessuno
- 1952: Mindannyian gyilkosok vagyunk (Nous sommes tous des assassins)
- 1952: Sensualità
- 1952: Per a város ellen (Processo alla città)
- 1952: Il brigante di Tacca del Lupo
- 1952: Il mondo le condanna
- 1953: Egy szép lány férjet keres (Un marito per Anna Zaccheo)
- 1953: Les révoltés de Lomanach
- 1954: Proibito
- 1955: L’angelo bianco
- 1957: Cabiria éjszakái (Le notti di Cabiria)
- 1958: Anna di Brooklyn
- 1957: Il cielo brucia
- 1958: A meztelen Maya (The Naked Maja)
- 1959: Az írnok és az írógép (Policarpo, ufficiale di scrittura)
- 1959: Labyrinth
- 1959: Carmen de Granada
- 1961: Antinea, l’amante della città sepolta
- 1961: Nefertite, regina del Nilo
- 1961: The Best of Enemies (I due nemici)
- 1961: A korzikai testvérek (I fratelli corsi)
- 1962: Odio mortale
- 1962: Az állhatatos feleség (Finden Sie, daß Constanze sich richtig verhält?)
- 1962: Straße der Verheißung
- 1963: Nyári bolondságok (Frenesia dell’estate)
- 1966: A mák virága is virág (Poppies Are Also Flowers)
- 1967: Mister Dynamit – Morgen küßt Euch der Tod
- 1968: Traianus oszlopa (Columna)
- 1969: A szicíliaiak klánja (Le clan des siciliens)
- 1972: Cosa Nostra – A Valachi-ügy (The Valachi Papers)
- 1976: Nina (A Matter of Time)
- 1976: Derrick: A férfi Portofinóból (29. epizód)

## Díja
- 1947: Nastro d'Argento a legjobb férfi főszereplő kategóriában az Il bandito című filmben.

## Magánélete
Édesanyja Evelina Nazzari színésznő, felesége pedig 1960 májusától élete végéig Irene Genna olasz–görög származású színésznő volt, leányuk Maria Evelina színésznő.

## További információ
- Amedeo Nazzari a PORT.hu-n (magyarul)
- Amedeo Nazzari az Internetes Szinkronadatbázisban (magyarul)
- Amedeo Nazzari az Internet Movie Database-ben (angolul)
- Amedeo Nazzari a Rotten Tomatoeson (angolul)

## Fordítás
- Ez a szócikk részben vagy egészben  az   Amedeo Nazzari című német Wikipédia-szócikk ezen változatának fordításán alapul.  Az eredeti cikk szerkesztőit annak laptörténete sorolja fel. Ez a jelzés csupán a megfogalmazás eredetét és a szerzői jogokat jelzi, nem szolgál a cikkben szereplő információk forrásmegjelöléseként.